# Comet (программирование)
Comet — любая модель работы веб-приложения, при которой постоянное HTTP-соединение позволяет веб-серверу отправлять (push) данные браузеру без дополнительного запроса со стороны браузера. Общая черта таких моделей состоит в том, что все они основаны на технологиях, непосредственно поддерживаемых браузером (напр., JavaScript), а не на проприетарных плагинах. Теоретически модель Comet отличается от изначальной концепции всемирной паутины, при которой для обновления страницы браузер запрашивает её полностью или частично. Однако на практике приложения Comet обычно используют Ajax c long polling для проверки наличия новой информации на сервере.

## Реализации
Благодаря comet-приложениям клиент в режиме реального времени может взаимодействовать с сервером, опираясь на постоянное (или там, где не представляется возможным, длительное (long polling)) соединение HTTP. Поскольку браузеры и веб-серверы работают по протоколу HTTP, который на подобные соединения не рассчитан, разработчики используют различные реализации. Каждая из них имеет свои достоинства и недостатки.